# Nora Baráthová
Nora Baráthová (Késmárk, 1944. június 7. –) szlovák író, történész, ismert a gyermekek és fiatalok számára írt könyveiről is.

## Élete
Mérnök családjában született, a késmárki tizenegy éves középiskolában tanult. 1961 és 1967 között  Eperjesen az egyetemen a szlovák nyelv–történelem tanszéken folytatta a tanulmányait. Később történész volt a Késmárki Városi Múzeumban. Több mint 40 évet dolgozott itt, ezután nyugdíjba vonult.

## Munkássága
A felnőttek és fiatalok számára egyaránt írt ismeretterjesztő és szépirodalmi műveket. A felnőtteknek szóló alkotásaiban elsősorban Szepes történelmére összpontosított, a fiatalok számára készített munkáiban az őket érintő aktuális problémákkal foglalkozott. Kiváló és pontos megfigyelőképessége mellett hajlandóságot mutatott a szentimentalizmusra is.

## Művei

### Próza felnőtteknek
- Muž, ktorý kráčal za smrťou (regény, 1975)[1] Az ember, aki a halálba ment
- Aj zradcom sa odpúšťa (regény, 1980)[2] Az áruló megbocsátott
- Nepokojné mesto (regény, 1981)[3] A bajba jutott város
- Nad Kežmarkom veje vietor (1990) Szél fúj Késmárk felett
- Hviezdy nad Tatrami (1995) Csillagok a Tátra felett
- Tak sme žili (1996) Így élünk
- Tri vianočné príbehy (1996) Három karácsonyi történet
- Boď vôľa tvoja... (2008) Legyen meg a te akaratod...
- Stretol som Ho (2014) Találkoztam vele
- Meč a srdce (2015) Kard és szív

### Próza fiataloknak
- Ad revidendum (regény, 1967)
- Snívať zakázané (1976)[4] Tilos álmodozni
- Najlepšia trieda (1983) A legjobb osztály
- Študent (1991) A diák
- Plavovlasé hviezdy (1992) Szőke csillagok
- Päť dní pre náhodu (1995) Öt nap a véletlenre

### Történelmi munkái
- Kežmarský hrad (1989) Késmárk kastélya
- Kežmarok a jeho evanjelické umelecko-historické pamiatky (1994) Késmárk és evangélikus művészettörténeti emlékművei
- Svedkovia ťažkých dôb (1997) A nehéz idők tanúi
- Osobnosti Kežmarku 1206–2009 (2009) Késmárk személyiségei 1206–2009
- História Kežmarku do polovice 18. storočia (2012) Késmárk története a 18. század közepéig
- Život Kežmarku v 13. až 20. storočí (2014) Késmárk élete a 13-20. században

## Díjai, elismerései
- Andrej Kmeť-díj Késmárk városától
- A Független Írók Klubja 2015-ös díja a Kard és szív történelmi regényért

## Fordítás
- Ez a szócikk részben vagy egészben  a   Nora Baráthová című szlovák Wikipédia-szócikk ezen változatának fordításán alapul.  Az eredeti cikk szerkesztőit annak laptörténete sorolja fel. Ez a jelzés csupán a megfogalmazás eredetét és a szerzői jogokat jelzi, nem szolgál a cikkben szereplő információk forrásmegjelöléseként.